# Pro Ligario
Die Rede Pro Ligario ist die veröffentlichte literarische Form von Ciceros Verteidigung des Quintus Ligarius vor Julius Cäsar, die 46 v. Chr. stattfand.
In dieser Rede verteidigt Cicero Ligarius, dem Verbrechen in der Provinz Africa vorgeworfen werden. Ligarius wurde in diesem Fall von Quintus Aelius Tubero angeklagt. Cicero versuchte, das Verhalten von Tubero geschickt zu nutzen, um die Anschuldigungen gegenüber Ligarius milder wirken zu lassen. Hierbei nutzt Cicero die rhetorische Technik captatio benevolentiae, die die Zuhörerschaft schmeicheln soll (in diesem Fall Cäsar).